# Pardosa tappaensis
Pardosa tappaensis är en spindelart som beskrevs av Gajbe 2004. Pardosa tappaensis ingår i släktet Pardosa och familjen vargspindlar. Inga underarter finns listade i Catalogue of Life.